# Tzipora Zaïd
 (mars 2018).
Si vous disposez d'ouvrages ou d'articles de référence ou si vous connaissez des sites web de qualité traitant du thème abordé ici, merci de compléter l'article en donnant les références utiles à sa vérifiabilité et en les liant à la section « Notes et références ».
Tzipora Zaïd (צפורה זיד), née en 1888 et morte en 1968, est l'une des premières gardes de l'organisation Hashomer. Connue pour son courage, elle est l'épouse d'Alexander Zaïd.
Elle naît en Russie et émigre en Palestine en 1907. Tzipora Zaïd consacre sa vie au travail et à l'idéal sioniste. A sa mort on l'inhuma à Guivot-Zaïd, implantation créée en 1943 et transformée depuis en institut pédagogique.